# Salvia absconditiflora
La Salvia absconditiflora és una planta amb flors del gènere Salvia dins la família de les lamiàcies, nativa de Turquia.

## Característiques
S'assembla molt a la Salvia multicaulis tret que els calzes són verd-groguencs i les flors, blanques; mentre que en la Salvia munticaulis els calzes són d'un vermell marronós i les flors són de color porpra. Com moltes espècies de Turquia, hauria de florir cap a la primavera/estiu i s'ha de mantenir seca per a l'hivern.

## Conreu
El cultiu d'aquesta espècie de sàlvia s'hauria de dur a terme en un sòl ben drenat a l'estiu, que és quan escampa les llavors, tot i que —com altres espècies de sàlvia— són difícils de germinar.